# Zdzisław Puszkarz
Zdzisław Puszkarz (ur. 18 lutego 1950 w Gdańsku) – polski piłkarz, ofensywny pomocnik, reprezentant Polski.
Puszkarz (popularnie nazywany Dzidkiem) zawodnik związany emocjonalnie z Wybrzeżem, mimo nadprzeciętnego talentu nigdy nie opuścił Wybrzeża. Pozostał w swych najlepszych latach graczem II ligowej gdańskiej Lechii (ocierającej się wówczas corocznie o ekstraklasę), wierność klubową przedłożył karierze w reprezentacji Polski. Do dzisiejszego dnia uznawany za jednego z najlepszych piłkarzy trójmiejskich.
W 2011 roku został odznaczony Złotym Krzyżem Zasługi.
W 2017 na ścianie bloku przy ul. Warneńskiej w Gdańsku powstał mural poświęcony Zdzisławowi Puszkarzowi.

## Reprezentacja Polski
| l.p. | Data         | Miejsce | Przeciwnik | Rezultat | Rozgrywki  | Grał   | Uwagi |
| ---- | ------------ | ------- | ---------- | -------- | ---------- | ------ | ----- |
| 1.   | 28 maja 1975 | Halle   | NRD        | 2-1      | towarzyski | do 46' |       |

### Osiągnięcia
- 4-krotny laureat nagrody na najlepszego piłkarza Wybrzeża (1972, 1975, 1978, 1982).